# Провулок Фонвізіна (Київ, Микільська слобідка)
Провулок Фонві́зіна — зниклий провулок, що існував в Дніпровському районі (на той час — Дарницькому районі) міста Києва, місцевість Микільська Слобідка. Пролягав від Лівобережної вулиці до вулиці Будьонного.

## Історія
Провулок виник у середині XX століття під назвою Нова вулиця. Назву провулок Фонвізіна (на честь російського письменника XVIII століття Дениса Фонвізіна) набув 1955 року.
Ліквідований 1977 року в зв'язку зі знесенням забудови Микільської Слобідки та переплануванням місцевості. 